# Associations de travailleurs espérantophones
Les associations de travailleurs espérantophones (en espéranto : Laborista Esperanto-Asocio ou LEA) sont des associations liées à l'association mondiale anationale et ayant pour but de promouvoir l'espéranto au sein du milieu ouvrier.

## Liste des associations de travailleurs espérantophones
- Ligue espérantophone socialiste autrichienne (Aŭstria Socialista Ligo Esperantista - ASLE).
- SAT en Espagne (SAT-en-Hispanio - SATEH).
- Association espérantophone italienne de travailleurs (Itala Laborista Esperanto-Asocio - iLEA).
- Association libre d'espéranto pour les régions germanophones (Libera Esperanto-Asocio por germanlingvaj regionoj - LEA/G).
- Mouvement populaire russe d'espéranto (Popola Rusia Esperanto-Movado - PREM).
- SAT-Amikaro branche francophone de la SAT (en France, Belgique et Suisse).
- SAT en Grande-Bretagne (SAT en Britio - SATEB).
- Association suédoise des travailleurs espérantophones (Sveda Laborista Esperanto-Asocio - SLEA).